# 兴平街道
兴平街道，是中华人民共和国黑龙江省牡丹江市爱民区下辖的一个乡镇级行政单位。

## 行政区划
兴平街道下辖以下地区：
地明社区、军马社区和通乡社区。